# Once Upon a Time in the West
Once Upon a Time in the West es el segundo álbum de estudio de la banda inglesa de rock alternativo Hard-Fi.
Las 11 canciones que componen el disco han sido escritas por Richard Archer, vocalista y líder de la banda, quien también se reparte las veces de productor junto a Wolsey White, que repite en esta segunda entrega; mientras, las mezclas corren a cargo del reputado ingeniero Spike Tent.
Alcanzó el número 1 en UK Album Chart en la primera semana de su lanzamiento, a diferencia de su predecesor Stars of CCTV, que tuvo alrededor de cinco meses para hacerlo. También alcanzó el puesto # 5 en el Top Europeo de Álbumes.

## Contenido
En su Myspace, Hard-Fi destacaron y comentaron algunas de las canciones incluidas en su nuevo trabajo: como, por ejemplo, We Need Love y Tonight –de inspiración setentera y remarcado acento ‘ska’-, Can´t Get Along –con sus ritmos Motown y su deje R & B-, I Shall Overcome –y sus ecos a unos jovencísimos The Clash-, o la frágil y emotiva Help Me Please, escrita tras la muerte de la madre de Richard.

## Críticas
Muchos se preguntaran porque un recuadro amarillo con la palabra “No cover art” aparece en la portada de este álbum. Si alguien esperaba que fuera algún tema de fondo la motivación del grupo para elegir una portada tan “provocadora”, seguramente se verá decepcionado con las razones que Richard Archer (cantante y líder de la banda) ha dado acerca de este minimalismo estético: "Quisimos romper las reglas. Las portadas solían darle dimensión a un álbum pero este concepto está limitándose a ser un pequeño cuadrito que aparece en la pantalla del iPod. No necesitamos una foto de la banda en portada sólo porque la gente lo espera… ¡Al carajo! este negocio se trata únicamente de la música".
No es casual que tales declaraciones hayan despertado el instinto asesino de una prensa británica acostumbrada a construir ídolos para después hacerlos pedacitos. Y es que después de varias décadas destinadas a tocar temas de fondo a través de las portadas, sale a colación una pregunta: ¿De verdad necesitaban ponerse de a pechito ante los críticos con una portada que sólo maquilla su posición en contra de las descargas digitales?
Afortunadamente, Once Upon a Time in the West no sólo retoma el nombre y la actitud retadora del western clásico de Sergio Leone, sino también la puntería de Hard-Fi para disparar un arsenal de líneas armónicas bien colocadas y su prodigiosa habilidad para crear coros contagiosos que hicieron de su álbum anterior, Stars of CCTV, un éxito comercial de cerca de un millón y medio de copias vendidas.

## Lista de canciones
| N.º | Título                          | Escritor(es)   | Duración |  |
| 1.  | «Suburban Knights»              | Richard Archer | 04:30    |  |
| 2.  | «I Shall Overcome»              | Richard Archer | 04:16    |  |
| 3.  | «Tonight»                       | Richard Archer | 03:55    |  |
| 4.  | «Watch Me Fall Apart»           | Richard Archer | 02:51    |  |
| 5.  | «I Close My Eyes»               | Richard Archer | 02:26    |  |
| 6.  | «Television»                    | Richard Archer | 03:40    |  |
| 7.  | «Help Me Please»                | Richard Archer | 03:12    |  |
| 8.  | «Can't Get Along (Without You)» | Richard Archer | 02:58    |  |
| 9.  | «We Need Love»                  | Richard Archer | 04:02    |  |
| 10. | «Little Angel»                  | Richard Archer | 02:52    |  |
| 11. | «The King»                      | Richard Archer | 03:16    |  |

## Posicionamiento en listas
| Listas (2007)          | Mejor posición |
| ---------------------- | -------------- |
| UK Albums Top 75       | 1              |
| Ireland Albums Top 75  | 3              |
| World Albums Top 40    | 21             |
| Peru Albums Top 40     | 2              |
| Germany Albums Top 50  | 39             |
| Swiss Albums Top 100   | 49             |
| Croatia Albums Top 100 | 55             |
| Austria Albums Top 75  | 51             |
| Dutch Albums Top 100   | 73             |
| France Albums Top 150  | 99             |